# Plastic Surgery Disasters
Albums de Dead Kennedys
In God We Trust, Inc.
(1981) Frankenchrist
(1985)
Plastic Surgery Disasters est le deuxième album des Dead Kennedys, sorti en 1982 chez Alternative Tentacles. Il a été réédité en 2001, remasterisé et accompagné de l'EP In God We Trust Inc.
Enregistré à San Francisco en juin 1982, l'album a été produit par le guitariste du groupe East Bay Ray et le producteur de disques punk Thom Wilson. L'album est plus sombre et plus influencé par le punk hardcore que leur premier album Fresh Fruit for Rotting Vegetables car le groupe a essayé de développer le son et l'ambiance qu'il avait obtenu avec son single de 1980 Holiday in Cambodia. C'était le premier album complet avec le batteur D.H. Peligro, et c'est l'album préféré des Dead Kennedys du chanteur Jello Biafra.
Selon Jello Biafra, les principales influences musicales de l'album étaient Bauhaus, Les Baxter et The Groundhogs. La photo de la pochette est "Hands" par le photographe Michael Wells.

## Titres
| 1. | Advice from Christmas Past | Jello Biafra         | 0:55 |
| 2. | Government Flu             | Biafra               | 2:04 |
| 3. | Terminal Preppie           | Biafra               | 1:30 |
| 4. | Trust Your Mechanic        | Biafra               | 2:55 |
| 5. | Well Paid Scientist        | Biafra               | 2:21 |
| 6. | Buzzbomb                   | Biafra, East Bay Ray | 2:21 |
| 7. | Forest Fire                | Biafra               | 2:22 |
| 8. | Halloween                  | Dead Kennedys        | 3:35 |
| 9. | Winnebago Warrior          | Dead Kennedys        | 2:09 |

| Face B | Face B          | Face B        | Face B | Face B | Face B | Face B | Face B | Face B | Face B |
| No     | Titre           | Auteur        | Durée  |        |        |        |        |        |        |
| ------ | --------------- | ------------- | ------ | ------ | ------ | ------ | ------ | ------ | ------ |
| 10.    | Riot            | Dead Kennedys | 5:57   |        |        |        |        |        |        |
| 11.    | Bleed for Me    | Dead Kennedys | 3:24   |        |        |        |        |        |        |
| 12.    | I Am the Owl    | Dead Kennedys | 4:51   |        |        |        |        |        |        |
| 13.    | Dead End        | Ray           | 3:56   |        |        |        |        |        |        |
| 14.    | Moon Over Marin | Biafra, Ray   | 4:29   |        |        |        |        |        |        |
| 42:56  |                 |               |        |        |        |        |        |        |        |

## Musiciens
- Voix : Jello Biafra
- Guitare : East Bay Ray
- Basse, voix, clarinette sur "Terminal Preppie" : Klaus Flouride
- Batterie : D. H. Peligro
- Saxophone sur "Terminal Preppie" : Dave Barrett et Bruce Askley
- Voix sur "The Voice of Christmas Past" : Melissa Webber
- Chœurs : Ninotchka, Geza X, Mark Wallner et John Cuniberti

## Classement
| Chart (1982)   | Peak position |
| -------------- | ------------- |
| UK Indie Chart | 2             |

### Certification
| Région                                                                                                 | Certification | Ventes/Streams |
| --- | ------------- | -------------- |
| Royaume-Uni (BPI)                                                                                      | Or            | 100 000^       |
| *Ventes selon la certification ^Mise en rayon selon la certification xNon précisé par la certification |               |                |